# هاسل (كارولاينا الشمالية)
هاسل (بالإنجليزية: Hassell, North Carolina)‏ هي بلدة أمريكية تقع في الولايات المتحدة في مقاطعة مارتن، كارولاينا الشمالية. يقدر عدد سكانها بـ 84 نسمة ومساحتها 0.7 كم2 وترتفع عن سطح البحر 24 متر.